# Wilhelm von Wrangell (Staatsrat)
Wilhelm von Wrangell (* 9. August 1894 in Werro; † 26. Dezember 1976 in Lilienthal bei Bremen) war ein deutschbaltischer Politiker in Estland.

## Leben
Wrangell besuchte die Ritter- und Domschule und die Petri-Realschule in Reval. Ab 1914 studierte er am Polytechnikum in St. Petersburg, musste das Studium jedoch schon bald wieder abbrechen, da er im Ersten Weltkrieg als russischer Offizier eingezogen wurde. 1918 wurde er mit anderen Balten nach Sibirien verschleppt, bevor er bis 1920 als Offizier des Baltenregiments am Bürgerkrieg gegen die Bolschewiken teilnahm. Nach der Auflösung des Regiments arbeitete Wrangell als kaufmännischer Angestellter in Reval. Von 1922 bis 1926 war er Sekretär der Deutsch-Baltischen Partei in Estland. Von 1924 bis 1928 saß Wrangell in der Stadtverordnetenvertretung von Reval, seit 1928 war er im Estländischen Deutschen Kulturrat und anderen kulturellen Organen der deutschen Minderheit in Estland tätig.
Seit 1923 war Wrangell mit Ilse, geb. Edle von Rennenkampff verheiratet.

## Schriften (Auswahl)
- Geschichte des Baltenregiments: das Deutschtum Estlands im Kampfe gegen den Bolschewismus 1918–1920. Wassermann, Reval 1928.
- Die Verschleppung nach Sibirien im Jahre 1918. In: Baltische Monatsschrift, Bd. 59 (1928), S. 31–39.
- Die Politik der Esten 1917–1918. In: Baltische Monatsschrift, Bd. 59 (1928), S. 65–68; 202–222.
- Noch einiges zur estnischen Politik von 1917/1918. In: Baltische Monatsschrift, Bd. 59 (1928), S. 364–369.
- Der Vormarsch auf St. Petersburg im Oktober 1919. In: Baltische Monatsschrift, Bd. 59 (1928), S. 649–672.
- Die estnische Vertretung auf der Reichskonferenz in Ufa. In: Baltische Monatsschrift, Bd. 60 (1929), S. 655–667.
- Ausschnitte aus der estnischen Politik 1918–1920. In: Baltische Monatsschrift, Bd. 61 (1930), S. 520–542.
- Zur Erinnerung an den 22. Mai 1919: Gefechtsbericht des Detachements Medem. In: Baltische Monatsschrift, Bd. 63 (1932), S. 247–253.
- Zur heutigen Situation in Estland. In: Baltische Monatsschrift, Bd. 63 (1932), S. 480–485.
- Baron Wilhelm von Rossillon: ein Lebensbild. Krüger, Tartu 1934.
- Volkstum und Volkszugehörigkeit. In: Nation und Staat, Bd. 10 (1936), Heft 2/3, S. 105–112.
- Hrsg.: Ein Kampf um Wahrheit: Leben und Wirken des Admirals Baron Ferdinand von Wrangell. Quell-Verlag, Stuttgart 1940.
- Die Vorgeschichte der Umsiedlung der Deutschen aus Estland. In: Baltische Hefte, Bd. 4 (1958), Heft 3, S. 133–166.
- Die deutsche Politik und die baltischen Staaten im Schicksalsjahr 1939. In: Baltische Hefte, Bd. 5 (1959), Heft 4, S. 209–234.
- Weg und Ende der russischen Intelligenz. In: Baltische Hefte, Bd. 7 (1960), S. 129–144.
- Zur Geschichte der Russifizierung der Baltischen Provinzen: eine fiktive baltische Ahnfrau in Adelheim's "Revaler Ahnentafeln". In: Baltische Hefte, Bd. 8 (1961), S. 65–80.
- Axel de Vries als Heimatpolitiker in Estland. In: Jahrbuch des baltischen Deutschtums, Bd. 11 (1964), S. 11–23.
- zusammen mit Georg von Krusenstjern: Die estländische Ritterschaft, ihre Ritterschaftshauptmänner und Landräte. Starke u. a., Limburg / Lahn 1967.
- Schwelende Revolution in der russischen Armee: An der deutsch-russischen Front. In: Osteuropa, Bd. 9 (1967), S. 631–640.